# Shriek: Excerpts from the Soundtrack
Shriek: Excerpts from the Soundtrack es una banda sonora por la banda australiana The Church, creado especialmente para la novela Shriek: An Afterword de Jeff VanderMeer. Fue publicado inicialmente previo a Nochebuena, como una táctica promocional destinada para la edición limitada.
En un principio, la colaboración consistía de los miembros de la banda haciendo un voice over para el cortometraje promocional de la novela, además de hacer la música presente en ella. Una edición remasterizada fue publicada en 2009, junto al material inédito Back With Two Beasts y el EP Operetta.

## Concepto
Jeff VanderMeer menciona que cuando escribió City of Saints, fue contactado por Robert Devereux para formar una banda sonora basado en el libro, siendo el catalizador al momento de escribir Shriek. Durante la etapa de composición, estuvo escuchando el catálogo previo de la banda australiana, siendo su opción prioritaria al momento de hacer una banda sonora para un corto promocional. Otras bandas indie rock también fueron consideradas por el autor, The Black Heart Procession, Three Mile Pilot y Spoon, en caso de que The Church rechazara la oferta. Durante la posproducción, la banda decidió expandir las canciones en una banda sonora para el libro, con una duración tentativa de 50 minutos. Una lista de canciones fue liberada por VanderMeer en junio de 2008.

## Lista de canciones
| N.º   | Título                                                             | Duración |  |
| 1.    | «We Dwell in Fragile Temporary»                                    | 0:55     |  |
| 2.    | «Shriek Voices» (narración por Steve Kilbey y Marty Willson-Piper) | 1:39     |  |
| 3.    | «Shriek Theme»                                                     | 1:43     |  |
| 4.    | «Duncan and Mary»                                                  | 1:24     |  |
| 5.    | «Even the Flies Have Eyes»                                         | 1:05     |  |
| 6.    | «The Gray Caps» (narración por Steve Kilbey y Tim Powles)          | 4:41     |  |
| 7.    | «Truffidian Church»                                                | 0:42     |  |
| 8.    | «Ambergris»                                                        | 4:14     |  |
| 9.    | «My Love, Last Night»                                              | 1:23     |  |
| 10.   | «Incident on Bannerville»                                          | 4:30     |  |
| 11.   | «A Tragi-comic Family Story»                                       | 5:24     |  |
| 12.   | «A Tale for You»                                                   | 1:42     |  |
| 13.   | «We Are Lost» (narración por Tracy Redhead)                        | 3:20     |  |
| 14.   | «Dream of Edward»                                                  | 3:25     |  |
| 15.   | «War of the Houses»                                                | 2:27     |  |
| 16.   | «Shriek - Reversal»                                                | 1:31     |  |
| 17.   | «The Aan Tribal War»                                               | 3:32     |  |
| 43:35 |                                                                    |          |  |

Notas
- En la primera edición, se registraron distintos errores, desde glitch de sonidos y pistas eliminadas, mientras otras tenían errores de redacción.[7][8]

## Créditos y personal
Adaptados de las notas internas.
- Jorden Brebach, timEbandit Powles – Grabación, producción, mezcla y masterización.
- The Church – Música y voces.
- Tracy Redhead – Voz de Janice.
- MWP, Tiare Helberg – Coordinación de proyecto y dirección.
- Ben Templesmith – Arte de portada.
- Tiare Helberg, Rachel Gutek – Diseño y layout.

## Historial de lanzamiento
| País           | Fecha                  | Formato                           | Edición       | Discográfica                  | Ref.  |
| -------------- | ---------------------- | --------------------------------- | ------------- | ----------------------------- | ----- |
| Estados Unidos | 2008                   | Disco compacto                    | Estándar      | Unorthodox                    | [ 1 ] |
| Australia      | 4 de diciembre de 2009 | Descarga digital · Disco compacto | Remasterizado | Unorthodox · MGM Distribution | [ 9 ] |